# Paracinema luculenta
Paracinema luculenta är en insektsart som beskrevs av Karsch 1896. Paracinema luculenta ingår i släktet Paracinema och familjen gräshoppor. Inga underarter finns listade i Catalogue of Life.